# Tephroseris integrifolia
Il  senecione rosulato (nome scientifico  Tephroseris integrifolia  (L.) Holub, 1973) è una specie di pianta angiosperma dicotiledone della famiglia delle Asteraceae (sottofamiglia Asteroideae).

## Etimologia
Il nome generico (Tephroseris) potrebbe derivare dal termine greco ”tephros” (= color della cenere) in riferimento alle foglie un po' tomentose e un po' ragnatelose e spesso grigiastre. L'epiteto specifico ( integrifolia) indica che i margini fogliari sono interi, non tagliati, non dentati.
Il nome scientifico della specie è stato definito dai botanici Carl Linnaeus (1707-1778) e Josef Holub (1930-1999) nella pubblicazione " Folia Geobotanica & Phytotaxonomica. Prague." (  Folia Geobot. Phytotax. 8(2): 173 ) del 1973.

## Descrizione

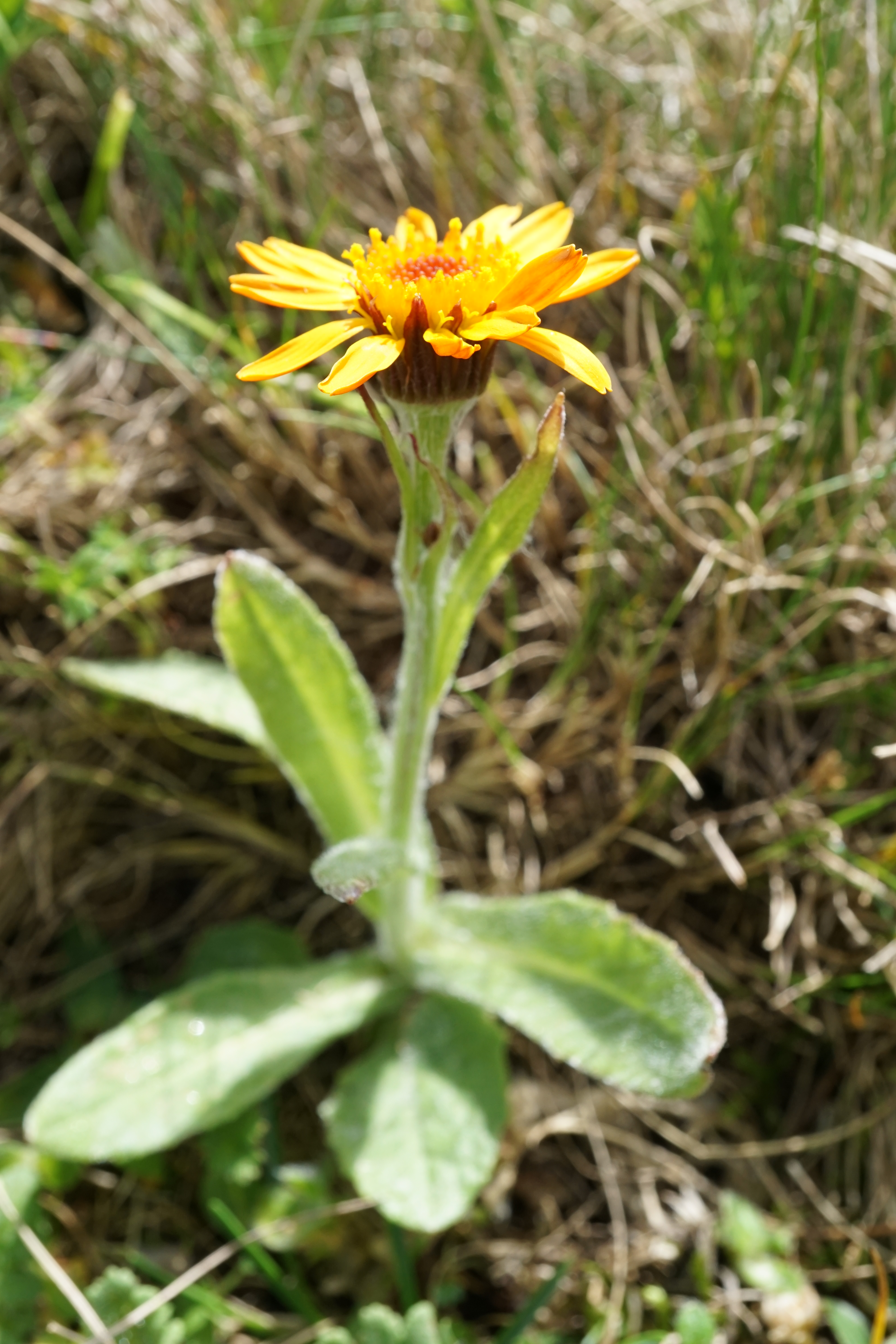
Il portamento

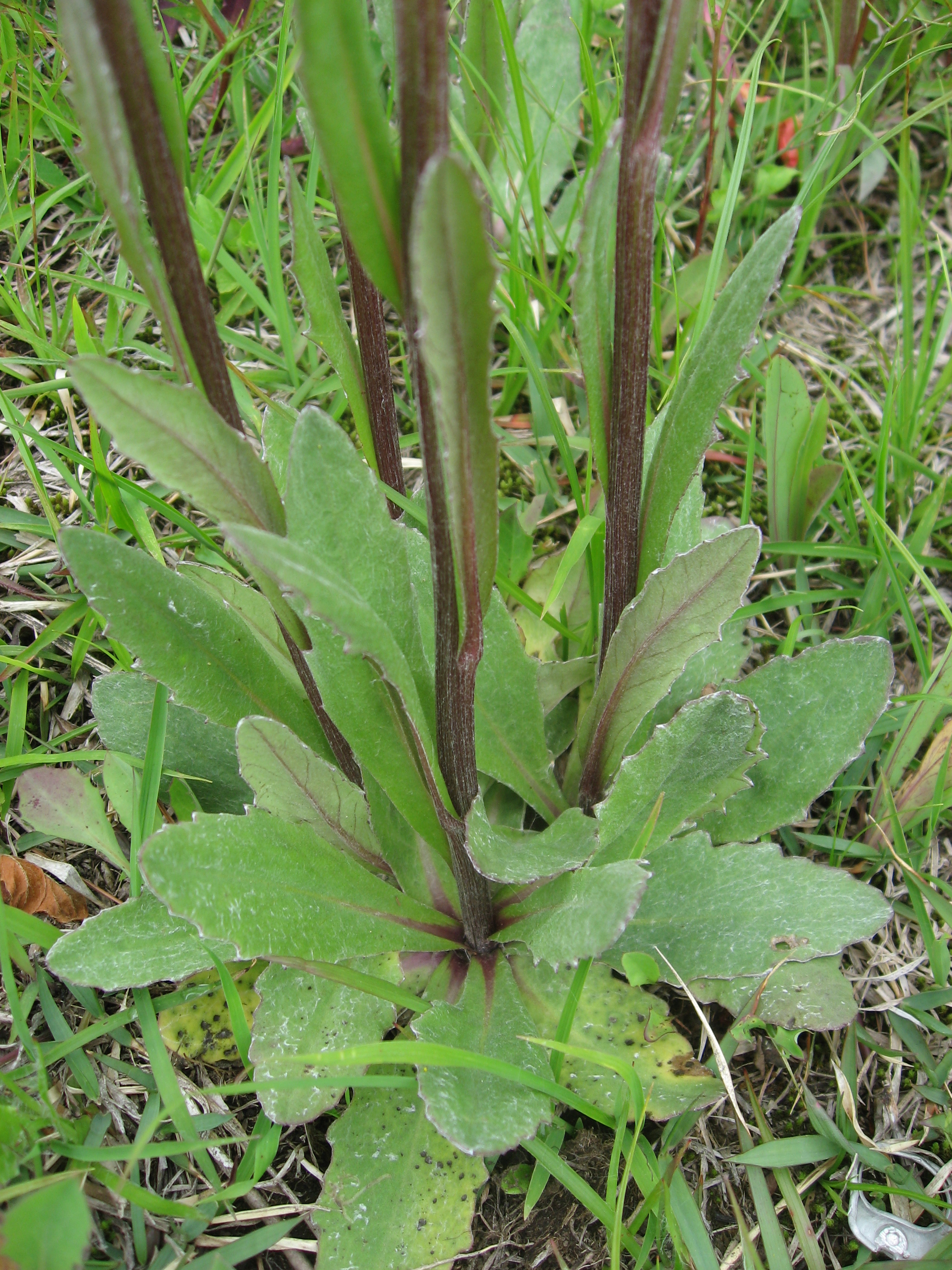
Le foglie

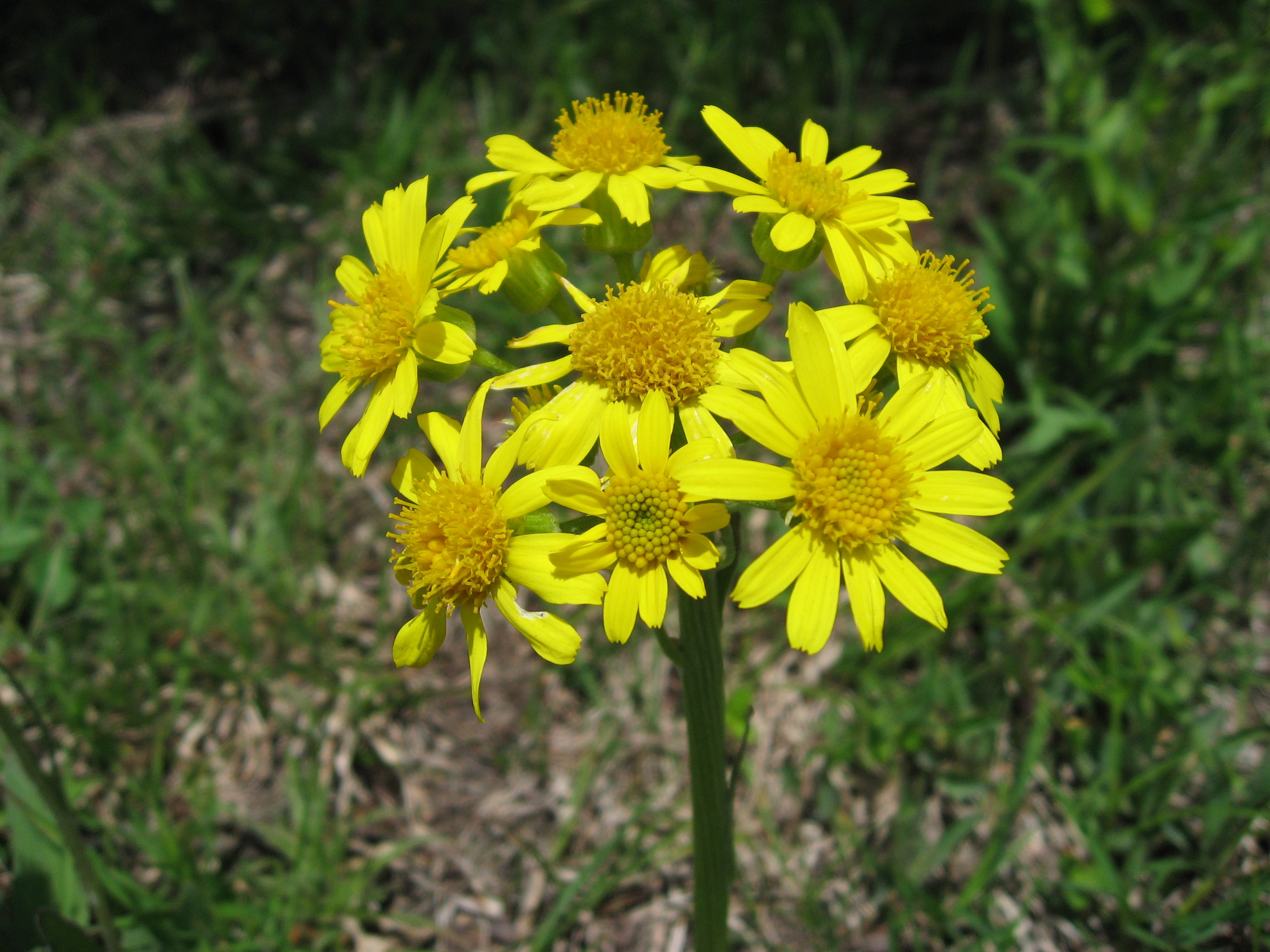
Infiorescenza

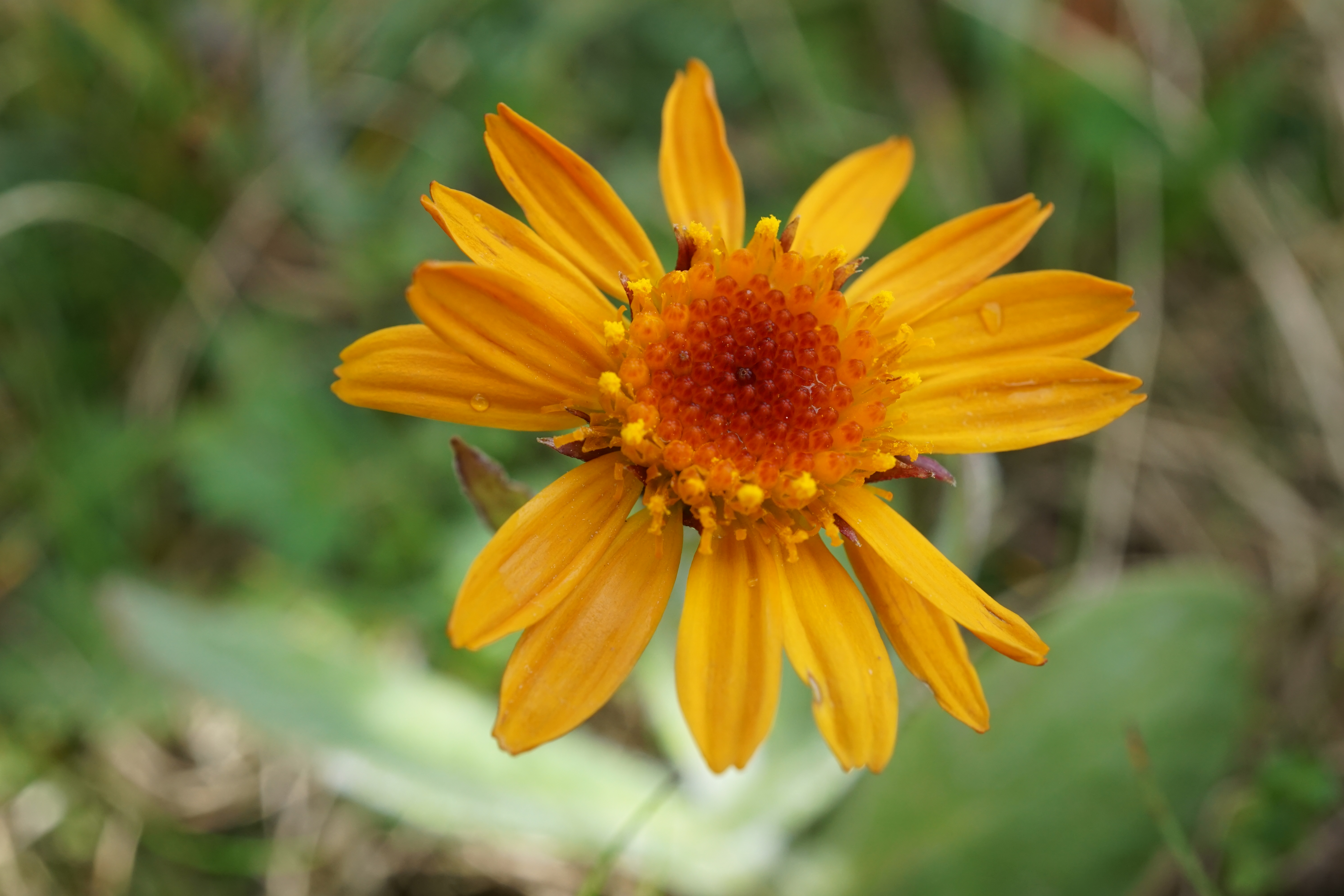
I fiori

Habitus. L'altezza di queste piante varia da 3 a 6 dm. La forma biologica è emicriptofita rosulata (H ros), ossia sono piante perenni (a volte sono bienni), con gemme svernanti al livello del suolo e protette dalla lettiera o dalla neve; hanno inoltre le foglie disposte a formare una rosetta basale. Queste piante possiedono al loro interno delle sostanze chimiche quali i lattoni sesquiterpenici e alcaloidi pirrolizidinici; inoltre la pubescenza delle piante varia da grigio-lanosa a subglabra.
Radici. Le radici in genere sono secondarie da rizoma.
Fusto.  La parte aerea è eretta con superficie striato-angolosa. La ramosità di tipo corimboso è verso l'alto. Per ogni pianta si forma un gambo o pochi di più.
Foglie. Le foglie sono di due tipi: basali e cauline e sono picciolate (il picciolo è più piccolo della lamina). Quelle basali formano una rosetta appressata al suolo. La forma della lamina è oblungo-spatolata progressivamente ristretta alla base. Le foglie cauline hanno una lamina di tipo lanceolato sono ridotte e in numero minore.
Infiorescenza. Le sinflorescenze sono composte da più capolini organizzati in formazioni corimbose compatte. Le infiorescenze vere e proprie sono formate da un capolino terminale peduncolato (il peduncolo è breve) di tipo radiato (a volte sono tutti tubulosi). I capolini sono formati da un involucro, con forme da cilindriche a campanulate, composto da 21 brattee, al cui interno un ricettacolo fa da base ai fiori di due tipi: quelli esterni del raggio e quelli più interni del disco. Le brattee sono disposte di solito su una sola serie e possono essere connate alla base. Il ricettacolo è nudo (senza pagliette a protezione della base dei fiori); la forma è piatta.
Fiori.  I fiori sono tetra-ciclici (formati cioè da 4 verticilli: calice – corolla – androceo – gineceo) e pentameri (calice e corolla formati da 5 elementi). Sono inoltre ermafroditi, più precisamente i fiori del raggio (quelli ligulati e zigomorfi) sono femminili; mentre quelli del disco centrale (tubulosi e actinomorfi) sono bisessuali o a volte funzionalmente maschili.
- Formula fiorale:

*/x K {\displaystyle \infty }, [C (5), A (5)], G 2 (infero), achenio
- Calice: i sepali del calice sono ridotti ad una coroncina di squame.
- Corolla: nella parte inferiore i petali della corolla sono saldati insieme e formano un tubo. In particolare le corolle dei fiori del disco centrale (tubulosi) terminano con delle fauci dilatate a raggiera con cinque lobi. Nella corolla dei fiori periferici (ligulati) il tubo si trasforma in un prolungamento ligulato, terminante più o meno con cinque dentelli. Il colore delle corolle di norma è giallo o dorato.
- Androceo: gli stami sono 5 con dei filamenti liberi. La parte basale del collare dei filamenti può essere dilatata. Le antere invece sono saldate fra di loro e formano un manicotto che circonda lo stilo. Le antere normalmente sono senza coda ("ecaudate"). La struttura delle antere è di tipo tetrasporangiato, raramente sono bisporangiate. Il tessuto endoteciale è radiale. Il polline è tricolporato (tipo "helianthoid").[15]
- Gineceo: lo stilo è biforcato con due stigmi nella parte apicale. Gli stigmi sono troncati, ottusi e con un ciuffo di peli alla sommità. Le ramificazione (dello stilo) consistono in linee stigmatiche continue (i recettori del polline).[7] L'ovario è infero uniloculare formato da 2 carpelli.
- Antesi: da giugno a luglio.

Frutti. I frutti sono degli acheni con pappo. La forma degli acheni è più o meno affusolata. La superficie è percorsa da circa 10 coste longitudinali e può essere pubescente per peli ispidi. Non sempre il carpoforo è distinguibile. Il pappo, persistente o caduco, è formato da numerose setole snelle e bianche (lisce o barbate); le setole possono inoltre essere connate alla base.

## Biologia
Impollinazione: l'impollinazione avviene tramite insetti (impollinazione entomogama tramite farfalle diurne e notturne).

Riproduzione: la fecondazione avviene fondamentalmente tramite l'impollinazione dei fiori (vedi sopra).

Dispersione: i semi (gli acheni) cadendo a terra sono successivamente dispersi soprattutto da insetti tipo formiche (disseminazione mirmecoria). In questo tipo di piante avviene anche un altro tipo di dispersione: zoocoria. Infatti gli uncini delle brattee dell'involucro (se presenti) si agganciano ai peli degli animali di passaggio disperdendo così anche su lunghe distanze i semi della pianta. Inoltre per merito del pappo il vento può trasportare i semi anche a distanza di alcuni chilometri (disseminazione anemocora).

## Distribuzione e habitat
Questa specie in Italia si trova nelle Alpi e nell'Appennino settentrionale. L'habitat preferito sono i prati aridi montani.

## Tassonomia
La famiglia di appartenenza di questa voce (Asteraceae o Compositae, nomen conservandum) probabilmente originaria del Sud America, è la più numerosa del mondo vegetale, comprende oltre 23.000 specie distribuite su 1.535 generi, oppure 22.750 specie e 1.530 generi secondo altre fonti (una delle checklist più aggiornata elenca fino a 1.679 generi). La famiglia attualmente (2021) è divisa in 16 sottofamiglie; la sottofamiglia Asteroideae è una di queste e rappresenta l'evoluzione più recente di tutta la famiglia.

### Filogenesi
Il genere di questa voce appartiene alla sottotribù Tussilagininae della tribù Senecioneae (una delle 21 tribù della sottofamiglia Asteroideae). La sottotribù descritta in tempi moderni da Bremer (1994), dopo le analisi di tipo filogenetico sul DNA del plastidio (Pelser et al., 2007) è risultata parafiletica con le sottotribù Othonninae e Brachyglottidinae annidiate al suo interno. Attualmente con questa nuova circoscrizione la sottotribù Tussilagininae s.s. risulta suddivisa in quattro subcladi.
Il genere di questa voce appartiene al subclade chiamato "L-C-P" (complesso Ligularia-Cremanthodium Parasenecio Liu et al., 2006) formato da una decina di generi in gran parte asiatici non tutti monofiletici. In particolare il genere di questa voce fa parte della sottotribù informale Tephroseridinae Jeffrey & Chen, 1984 composta dai generi Nemosenecio, Sinosenecio e Tephroseris. Questo assemblaggio, nidificato all'interno del complesso L-C-P, si presenta con un elevato supporto dalle analisi filogenetiche del DNA del ITS (Internal Transcribed Spacer) e del DNA del plastidio. All'interno del gruppo Tephroseris è in posizione "basale" e con gli altri due generi forma un "gruppo fratello".
Nella "Flora d'Italia" (edizione 2018) di Sandro Pignatti, la specie di questa voce fa parte del "Aggregato di Tephroseris integrifolia" comprendente le seguenti specie: T. integrifolia,  T. aurantiaca e T. capitata (alcune checklist considerano le due ultime entità sottospecie di T. integrifolia). Questo aggregato è individuato dai seguenti caratteri: le foglie hanno una densa lanosità non molto diversa tra le due facce, il picciolo è più piccolo della lamina e le foglie sono più lunghe di 20 cm.
La specie  Tephroseris integrifolia è individuata dai seguenti caratteri:
- la pubescenza della pianta varia da grigio-lanosa a subglabra;
- le due facce delle foglie sono concolori;
- la rosetta delle foglie è persistente alla fioritura;
- il picciolo è più piccolo della lamina;
- le foglie cauline sono ridotte e in numero minore;
- l'involucro si compone di 21 brattee verdi;
- il colore dei fiori è giallo e dorato;

Il numero cromosomico della specie è 2n = 48.

### Variabilità
Per questa specie sono riconosciute 14 entità intraspecifiche (tre sono presenti in Italia):

#### Sottospecie presenti in Italia
- Tephroseris integrifolia subsp. integrifolia

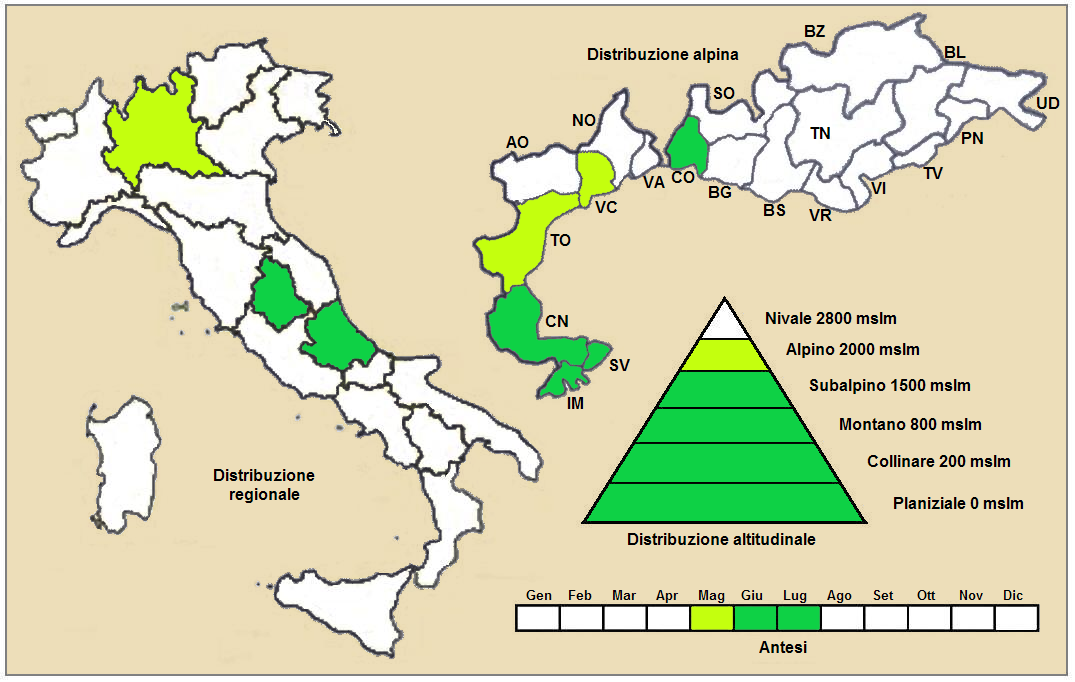
Distribuzione della sottospecie integrifolia (Distribuzione regionale – Distribuzione alpina)

- Descrizione: è la stirpe principale (vedi la descrizione iniziale).
- Geoelemento: il tipo corologico (area di origine) è  Circum-Artico-Alpico o  Euro-Siberiano.
- Distribuzione: in Italia questa specie si trova dalle Alpi Marittime fino all'Abruzzo. Fuori dall'Italia, sempre nelle Alpi, questa specie si trova in Francia e Austria. Sugli altri rilievi collegati alle Alpi è presente nel Massiccio del Giura e Pirenei.  Si trova anche in Asia (temperata e fredda).
- Habitat: l'habitat preferito per queste piante sono i prati aridi montani. Il substrato preferito è calcareo con pH basico, bassi valori nutrizionali del terreno che deve essere secco.
- Distribuzione altitudinale: sui rilievi alpini, in Italia, queste piante si possono trovare fino a quote comprese tra 500 e 2.000 m s.l.m.; nelle Alpi frequentano quindi i seguenti piani vegetazionali: collinare, montano, subalpino e in parte quello alpino.
- Fitosociologia: dal punto di vista fitosociologico alpino questa sottospecie appartiene alla seguente comunità vegetale:

Formazione: comunità a emicriptofite e camefite delle praterie rase magre secche
Classe: Festuco-Brometea.
- Tephroseris integrifolia subsp. aurantiaca (Hoppe) B.Nord. ex Greuter, 2008

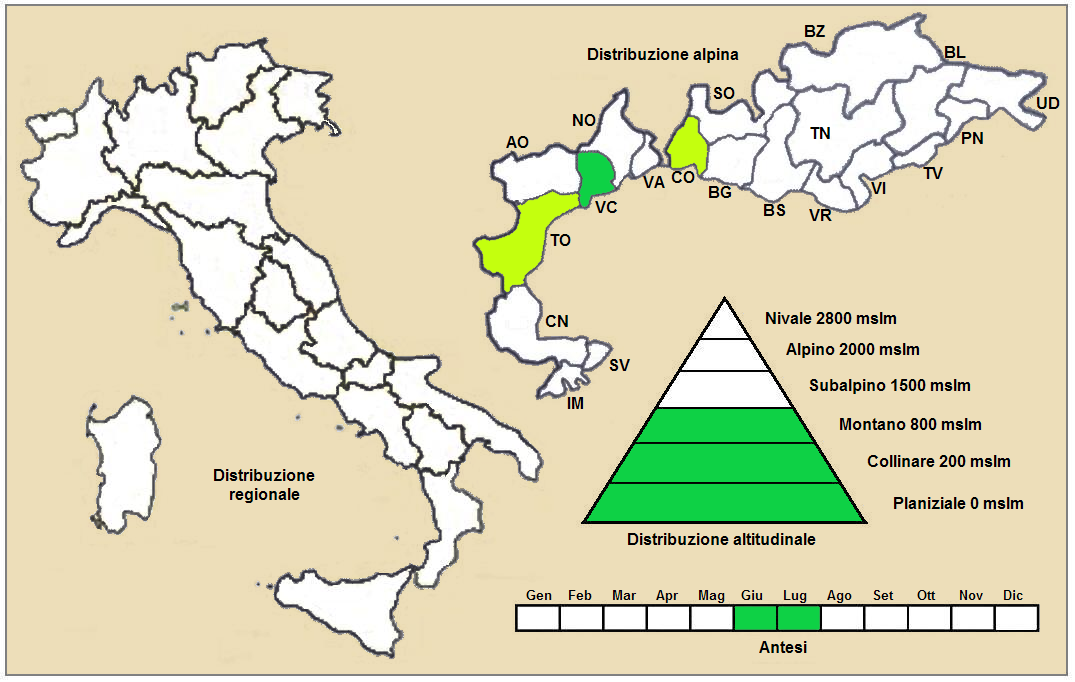
Distribuzione della sottospecie aurantiaca (Distribuzione regionale – Distribuzione alpina

- Nome comune: senecione arancione.

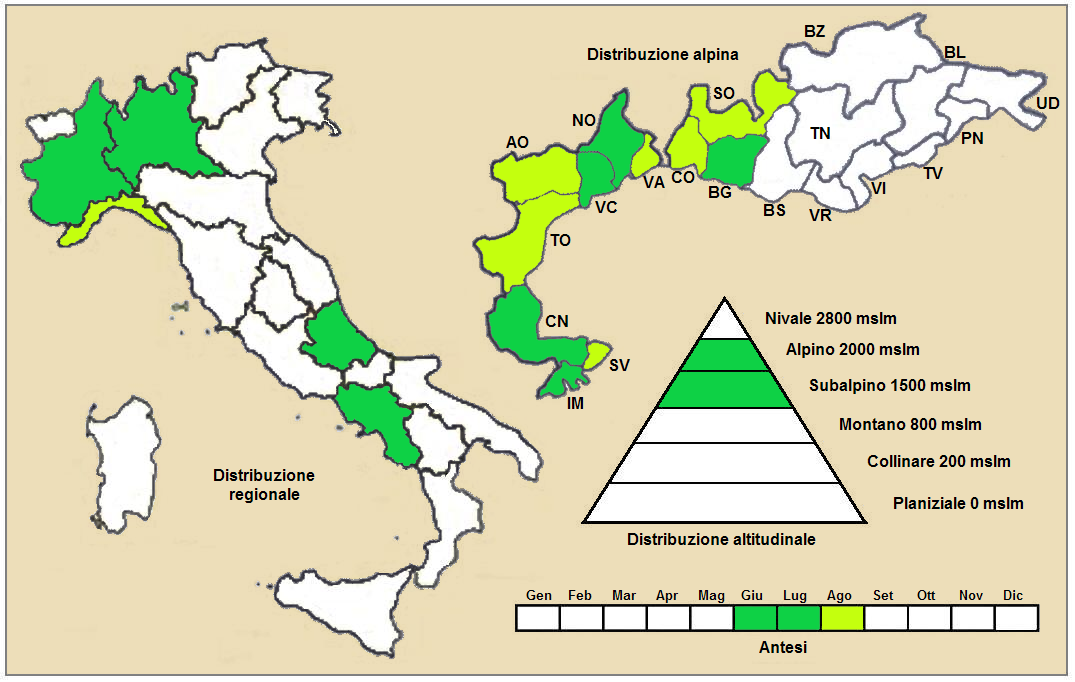
Distribuzione della sottospecie carpatica (Distribuzione regionale – Distribuzione alpina

- Descrizione: questa sottospecie si distingue per i seguenti caratteri: l'altezza varia da 2 a 5 dm; la pianta è sparsamente pelosa; le foglie hanno delle forme da oblanceolato-spatolate a ellittiche; le superfici delle foglie possono essere ghiandolose; i petali sono aranciati o rossastri.
- Geoelemento: il tipo corologico (area di origine) è  Orofita Sud-Est Europeo o anche  Est-Alpico / Carpatico
- Distribuzione: in Italia questa specie si trova nelle Alpi occidentali e centrali. Fuori dall'Italia, sempre nelle Alpi, questa specie si trova in Austria e Slovenia. Sugli altri rilievi collegati alle Alpi è presente nei Carpazi.
- Habitat: l'habitat preferito per queste piante sono i pascoli aridi e le boscaglie. Il substrato preferito è calcareo ma anche siliceo con pH acido, medi valori nutrizionali del terreno che deve essere mediamente umido.
- Distribuzione altitudinale: sui rilievi alpini, in Italia, queste piante si possono trovare fino a quote tra 500 e 1.500 m s.l.m.; nelle Alpi frequentano quindi i seguenti piani vegetazionali: collinare e montano.
- Fitosociologia: dal punto di vista fitosociologico alpino la specie di questa scheda appartiene alla seguente comunità vegetale:

Formazione: comunità delle macro- e megaforbie terrestri.
Classe: Molinio-Arrhenatheretea.
Ordine:  Arrhenatheretalia elatioris.
Alleanza: Triseto-Polygonion bistortae.
- Tephroseris integrifolia subsp. capitata (Wahlenb.) B.Nord., 1978

- Nome comune: senecione capitato.
- Descrizione: questa sottospecie si distingue per i seguenti caratteri: l'altezza varia tra 15 e 30 cm; tutta la pianta è ricoperta da una densa pelosità persistente; la forma delle foglie varia da ovale a lanceolata con bordi irregolarmente dentati o sinuati.
- Geoelemento: il tipo corologico (area di origine) è  Orofita Sud Europeo.
- Distribuzione: in Italia questa specie si trova in modo discontinuo nelle Alpi e negli Appennini. Fuori dall'Italia, sempre nelle Alpi, questa specie si trova in Francia, Svizzera e Austria. Sugli altri rilievi collegati alle Alpi è presente nei Carpazi.
- Habitat: l'habitat preferito per queste piante sono i pascoli e i pendii aridi su calcare. Il substrato preferito è calcareo con pH basico, bassi valori nutrizionali del terreno che deve essere secco.
- Distribuzione altitudinale: sui rilievi alpini, in Italia, queste piante si possono trovare fino a quote tra 1.500 e 2.400 m s.l.m.; nelle Alpi frequentano quindi i seguenti piani vegetazionali: subalpino e alpino.
- Fitosociologia: dal punto di vista fitosociologico alpino Tephroseris integrifolia appartiene alla seguente comunità vegetale:

Formazione: delle comunità delle praterie rase dei piani subalpino e alpino con dominanza di emicriptofite
Classe: Elyno-Seslerietea variae
Ordine: Seslerietalia variae

#### Altre sottospecie
- Tephroseris integrifolia subsp. atropurpurea (Ledeb.) B.Nord, 1978 - Distribuzione: Siberia.
- Tephroseris integrifolia subsp. aucheri (DC.) B.Nord., 1978 - Distribuzione: Penisola Balcanica e Anatolia.
- Tephroseris integrifolia  subsp. caucasigena  (Schischk.) Greuter, 2003 - Distribuzione: Anatolia e Transcaucasia.
- Tephroseris integrifolia  subsp. igoschinae  (Schischk.) Sennikov, 2006 - Distribuzione: Russia e Siberia occidentale.
- Tephroseris integrifolia  subsp. jailicola  (Juz.) Greuter, 2003 - Distribuzione: Ucraina
- Tephroseris integrifolia  subsp. karsiana  (V.A.Matthews) B.Nord., 1978 - Distribuzione: Anatolia
- Tephroseris integrifolia  subsp. maritima  (Syme) B.Nord., 1978 - Distribuzione: Gran Bretagna
- Tephroseris integrifolia  subsp. primulifolia  (Cufod.) Greuter, 2005 - Distribuzione: Transcaucasia
- Tephroseris integrifolia  subsp. serpentini  (Gáyer) B.Nord., 1978 - Distribuzione: Austria
- Tephroseris integrifolia var. spathulata  (Miq.) H.Ohba, 1997 - Distribuzione: Giappone
- Tephroseris integrifolia  subsp. tundricola  (Tolm.) B.Nord. 1978 - Distribuzione: Alaska, Siberia, Russia e Scandinavia

### Sinonimi
Sono elencati alcuni sinonimi per questa entità:
- Cineraria integrifolia (L.) Vill. ex Steud.
- Othonna integrifolia  L.
- Senecio integrifolius  (L.) Clairv.